# Resterhafe

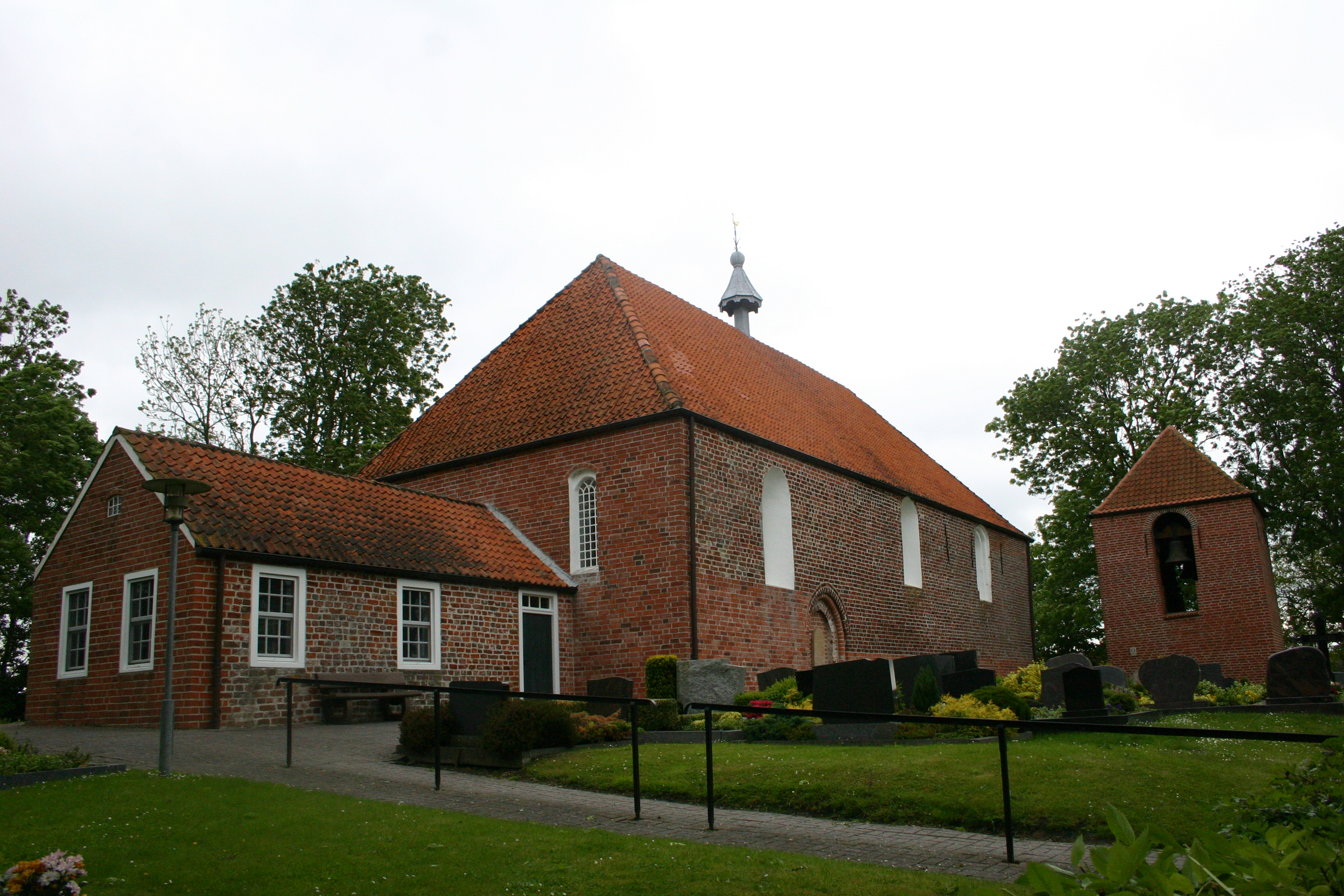
St.-Matthäus-Kirche

Resterhafe ist eine Ortschaft in der Gemeinde Dornum, Landkreis Aurich, Ostfriesland, Niedersachsen.

## Geschichte
Der Ort wird als Reesterhove erstmals im Jahr 1481 genannt, dürfte aber wesentlich älter sein, da die St.-Matthäus-Kirche in der zweiten Hälfte des 13. Jahrhunderts auf einer über fünf Meter hohen, freistehenden Warft erbaut wurde.

## Persönlichkeiten
Berühmtester Sohn des Ortes ist der Astronom Johann Fabricius, der hier 1587 geboren wurde. Sein Vater, David Fabricius, war hier von 1584 bis 1603 Pastor. Zur Kirchengemeinde von Resterhafe gehören auch die Ortsteile Schwittersum und Reersum. Weitere bekannte Pfarrer waren  dort Johann Christian Hekelius (1712–1723) und Rudolph Christoph Gittermann (1803–1813).
Eine weitere bekannte Persönlichkeit, die im Ort geboren wurde, ist Ferdinand Kittel, ein Missionar der Basler Mission, der sich durch sprachwissenschaftliche Arbeiten zur südindischen Sprache Kannada große Verdienste erworben hat.